# Пякъяха (приток Оби)
Пякъяха (устар. Пяк-Яха) — река в Приуральском и Ямальском районах Ямало-Ненецкого АО. Устье реки находится на 128-м км правого берега реки Обь (Надымская Обь). Длина реки составляет 17 км.

## Данные водного реестра
По данным государственного водного реестра России относится к Нижнеобскому бассейновому округу, водохозяйственный участок реки — Обь от города Салехард и до устья, речной подбассейн реки — бассейны притоков Оби ниже впадения Северной Сосьвы. Речной бассейн реки — (Нижняя) Обь от впадения Иртыша.